# Лорен Росс
Лорен Росс (англ. Loren Ross; 18 вересня 1964 — 31 липня 2013) — американський професійний боксер.

## Аматорська кар'єра
Росс тричі вигравав чемпіонат США серед аматорів у напівважкій вазі (1984, 1985 та 1986 років).
На чемпіонаті світу 1986 зайняв друге місце.
- В 1/8 фіналу переміг Маркуса Ботта (ФРН) — 5-0
- У чвертьфіналі переміг Нурмагомеда Шанавазова (СРСР) — 5-0
- У півфіналі переміг Деяна Кирилова (Болгарія) — 3-2
- У фіналі програв Пабло Ромеро (Куба) — 1-4

Після завершення чемпіонату був позбавлений медалі через позитивну допінг-пробу, взяту під час змагань.

## Професіональна кар'єра
1989 року перейшов до професійного боксу. Провів впродовж 1989—1991 років 20 боїв проти маловідомих суперників. Останній бій Росса відбувся 26 лютого 1991 року проти Берта Купера. Купер нокаутував Росса у восьмому раунді. Після бою Росс був госпіталізований, а згодом був змушений відмовитися від боксу через хворобу серця.